# Уайт Ривър (приток на Мисури)
Уайт Ривър (на английски: White River, в превод Бяла река) е река, приток на Мисури, която тече 930 km през щатите Небраска и Южна Дакота в САЩ. Името идва от водите на реката, които са с бяло-сив цвят вследствие на ерозия на пясък, глина и вулканична пепел, носени от реката от близките Бедлендс. Водосборният ѝ басейн е около 26 000 km², от който около 22 000 km² се намират в Южна Дакота. Реката преминава през обширни слабо населени хълмове, плата и безплодни земи.
Уайт Ривър извира в северозападната част на Небраска, в склоновете Пайн Ридж на север от Харисън, на надморска височина от 1482 m. Тя тече на югоизток, след това – на североизток, преминавайки през Форт Робинсън и северно от Крауфорд. Пресича югозападната част на Южна Дакота и тече на север през индианския резерват Пайн Ридж. След това продължава на североизток, приемайки водите на Ундид Ний, след което преминава през Националния парк Бед Лендс. В северните части на резервата тя тече на изток-североизток и на югоизток, като образува северната граница на резервата и южната граница на Buffalo Gap National Grassland (Национални пасища „Бъфало Гап“). Слива се с Литъл Уайт Ривър на около 24 km южно от Мърдо и тече на изток, за да се влее в Мисури в езерото Франсис Кейс на около 24 km югозападно от гр. Чембърлейн.
В реката понякога няма течение поради сухия климат в безплодните земи и прерията, макар че силните гръмотевични бури могат да превърнат за кратко време реката в буен поток. Реката в района на Чембърлейн има поток през цялата година. Водата на Уайт Ривър обикновено е с добро качество.